# Каталог птиц

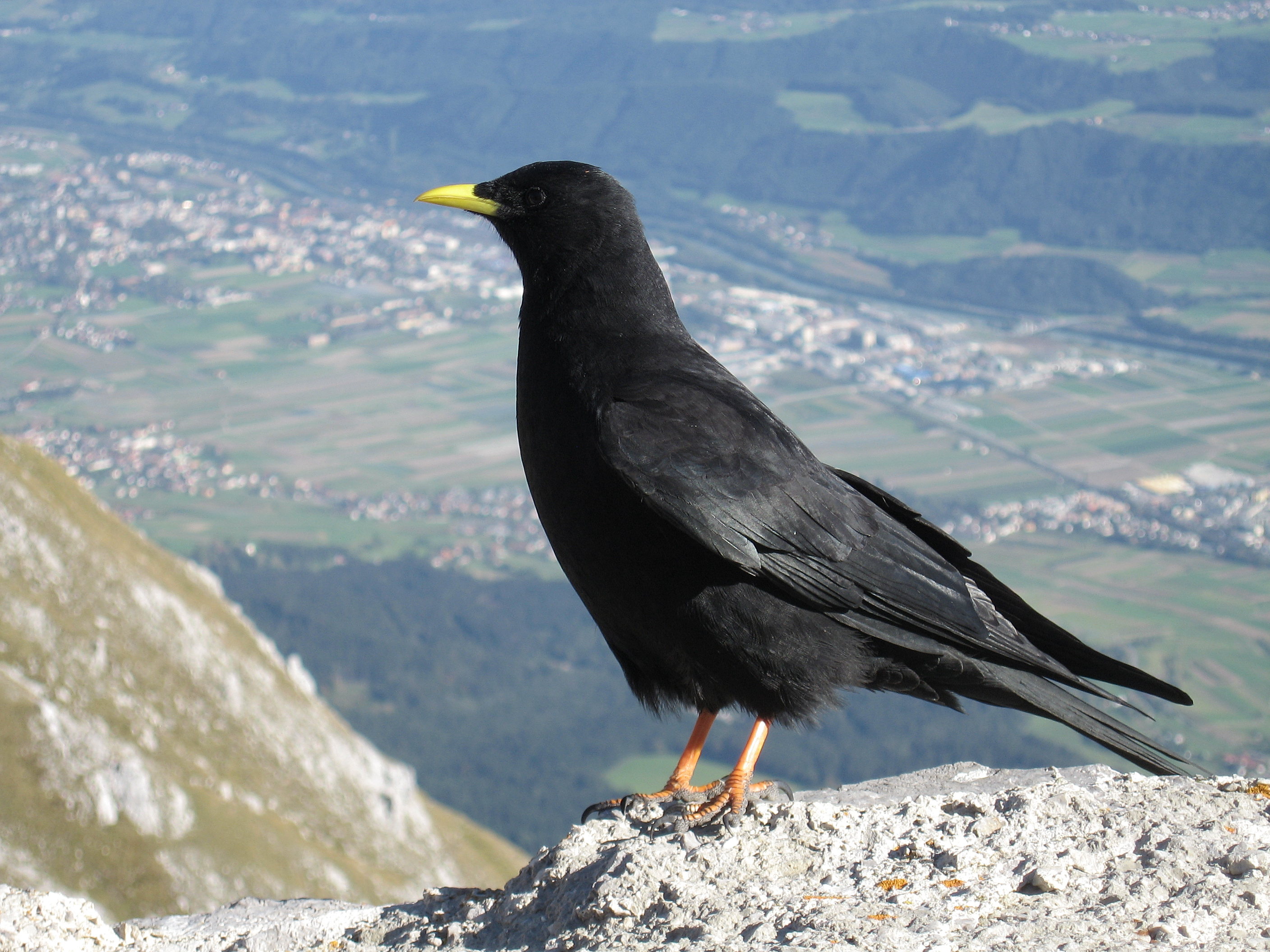
Альпийская галка

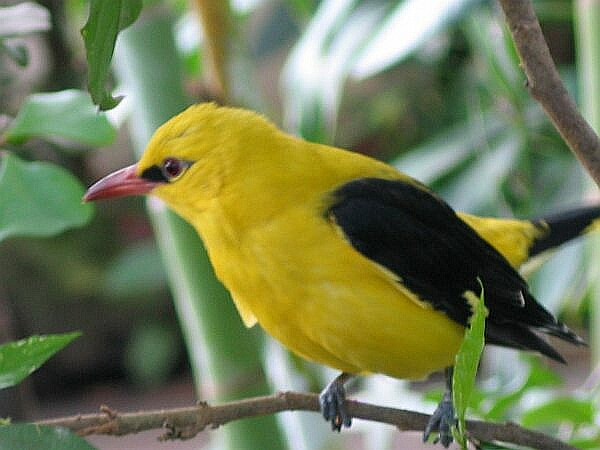
Обыкновенная иволга

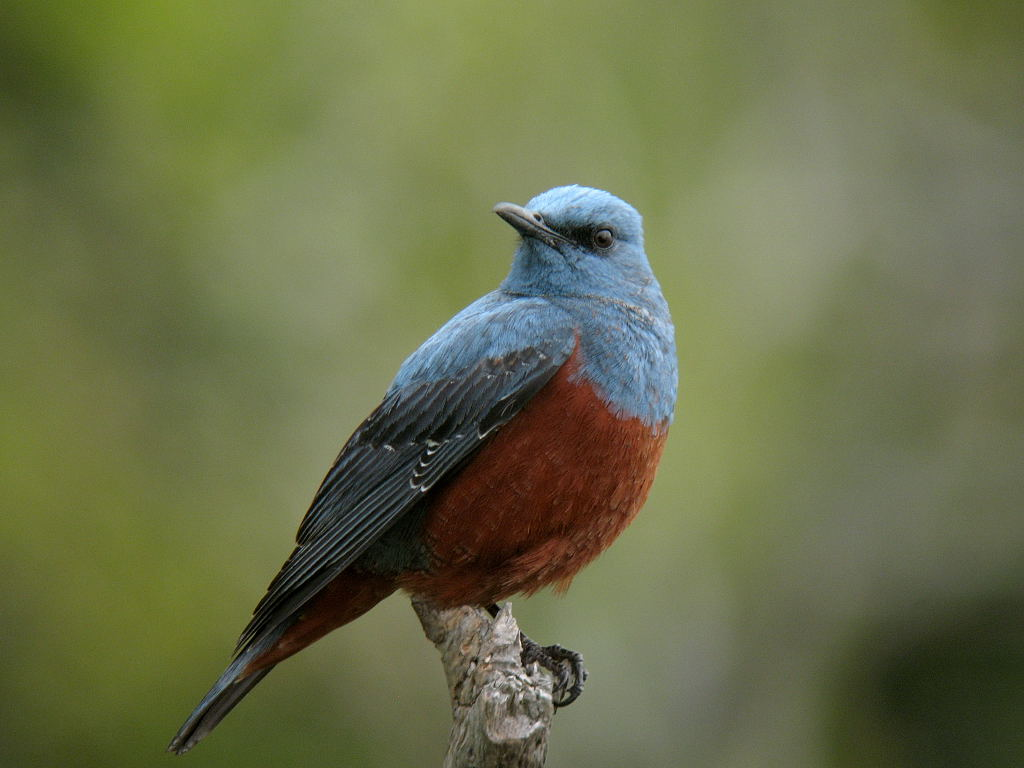
Синий каменный дрозд

Каталог птиц (фр. Catalogue d'oiseaux) ― цикл фортепианных пьес Оливье Мессиана. Написан в период с октября 1956 по сентябрь 1958 года. Был впервые исполнен 15 апреля 1959 года Ивонной Лорио на концерте, организованном в Париже Пьером Булезом.

## Структура
Цикл состоит из 7 тетрадей, содержащих 13 пьес, каждая из которых имеет название, соответствующее названию птицы, пение которой воспроизводится музыкальными средствами:
- Тетрадь 1
  - 1. Le chocard des alpes (Альпийская галка)
  - 2. Le loriot (Обыкновенная иволга)
  - 3. Le merle bleu (Синий каменный дрозд)
- Тетрадь 2
  - 4. Le traquet stapazin (Испанская каменка)
- Тетрадь 3
  - 5. La chouette hulotte (Серая неясыть)
  - 6. L'alouette lulu (Лесной жаворонок)
- Тетрадь 4
  - 7. La rousserolle effarvatte (Камышовка)
- Тетрадь 5
  - 8. L'alouette calandrelle (Малый жаворонок)
  - 9. La bouscarle (Широкохвостая камышовка)
- Тетрадь 6
  - 10. Le merle de roche (Пёстрый каменный дрозд)
- Тетрадь 7
  - 11. La buse variable (Обыкновенный канюк)
  - 12. Le traquet rieur (Белохвостая каменка)
  - 13. Le courlis cendré (Большой кроншнеп)